# Augusti Orden
Augusti Orden, Augusti Bröder eller Sällskapet av den 19 augusti 1772 instiftades strax efter Gustav III:s statskupp den 19 augusti 1772 med hertig Karl till sin höge skyddsherre. Sällskapet hade till uppgift att årligen fira Gustav III på hans födelsedag den 24 januari, hans namnsdag den 6 juni och statskuppsdagen den 19 augusti, men roade sig, under många ceremonier, med firandet av även andra högtidsdagar, sällskapsliv och utfärder sommartid.   
Samlingsplatsen lär ha varit i orangeribyggnaden i Karlbergs slottspark. I samband med dessa firanden fanns traditionen att rista in i en sten den dagens datum och årtal. En av dessa stenar kan beskådas utanför Stallmästargården och andra minnesristningar tillkom bland annat i Traneberg och på Kärsön. 
Bland medlemmarna märktes Carl Michael Bellman som var sällskapets förste ordensskald. 
Sällskapet dog ut i början av 1800-talet men nyetablerades av bland andra Bengt Gustaf Jonshult  och Martin Stugart i mitten av 1980-talet. 